# Zlata grozna listovka
Zlata grozna listovka ali zlata strupena žaba  (znanstveno ime Phyllobates terribilis) je žaba iz družine podrevnic. Je endemični organizem na območju pacifiške obale Kolumbije. Trenutno velja za najbolj strupenega vretenčarja na svetu.

## Telesne značilnosti
Odrasla zlata grozna listovka je majhna žaba, pri čemer meri samica okoli 47 mm v dolžino, samec pa 45 mm. Gobec je zaokrožen in rahlo odsekan. Konci prstov so diskaste oblike. Koža je večinoma gladka, le na hrbtni strani udov je grobo zrnata in nagubana. Samci imajo tudi dobro razviti glasilki ter vokalno vna zlato-rumeno ali zlato-oranžno, včasih pa tudi rumeno-zeleno, svetlo zeleno ali belo. Na trebušni strani je barva enaka, le nekoliko svetlejša, z izjemo udov, ki so obarvani črno. Oči, konci prstov in nosnici so prav tako črne barve.
Paglavci merijo okoli 11 mm ob izvalitvi in so sive barve, pozneje pa samo 4 mm. Glava in trup sta sploščena, telesna širina pa je večja od telesne globine. Oči in nosnice so na hrbtni strani. Mlade žabe postaneje črne barve in imajo bronaste ali zlate črte na hrbtni strani. Od mladih listovk vrste P. aurotaenia, ki so prav tako črne barve, se ločijo po tem, da na trebušni strani nimajo modrih ali zelenih peg. Odraslost dosežejo po enem letu.

## Življenjski prostor in navade
Življenjski prostor se v glavnem nahaja v zahodnem vznožju Andov, v območju pacifiške obale Kolumbije. Relief je grob in gričevnat, nahaja pa se med 90 in 200 m nadmorske višine. Živijo v tropskih deževnih gozdovih z optimalno temperaturo 26 °C in relativno vlažnostjo od 80–90 %, običajno v bližini manjših vodnih tokov, izogibajo pa se obdelovalnim površinam. Njihovo priljubljeno zatočišče so vlažni kupi listja.
Kot vse vrste listovk so tudi zlate listovke aktivne podnevi. So opazno drznejše od ostalih sorodnih vrst in so lahko prisotne tudi na prostem. Oglašajo se dolgimi trill s prevladujočo frekvenco 1,8 kHz, kar je nižje od ostalih vrst listovk.
Zaradi krčenja gozdov za kmetijske namene in uporabe pesticidov populacija zlatih listovk naglo upada.

### Prehrana
V glavnem se prehranjuje z mravljami rodov Brachymyrmex in Paratrechina, pa tudi z drugimi manjšimi nevretenčarji, kot so hrošči in termiti.

## Razmnoževanje
Spolna zrelost zlatih listovk je bila predmet razprav, saj naj bi bila po eni teoriji odločilna velikost žabe, po drugi teoriji pa njena starost. Tako naj bi samice dosegle spolno zrelost pri 41–42 mm dolžine in samci pri 37 mm, po drugi strani pa naj bi bila oba spola spolno zrela med 13 in 18 meseci starosti. Parjenje poteka v času močnih padavin. Samci se v iskanju partneric oglašajo in jih tako poskušajo privabiti. Po uspešnem parjenju samica odloži do 20 jajc na samotno lokacijo na kopnem.

## Strupenost
Zlata grozna listovka izloča batrahotoksine, ki so močni modulatorji napetostno odvisnih natrijevih kanalčkov. Celotna količina toksinov v eni žabe je ocenjena med 1 in 2 mg, kar je 20-krat več od drugih podrevnic in kar bi zadostovalo kot smrtonosna doza za 10-20 ljudi. Toksin izločajo kožne žleze, ki se nahajajo na hrbtni površini. Obstajajo dokumentirani primeri poginov psov in domačih kokoši, ki naj bi se zastrupili zaradi stika s površino, po kateri se je premikala zlata listovka.
Kljub veliki količini in smrtonosnosti toksina so same žabe popolnoma odporne proti njegovim učinkom zaradi modificiranih napetostno odvisnih natrijevih kanalčkov. V ujetništvu je količina toksina minimalna ali celo zanemarljiva, saj zlate listovke ne sintetizirajo toksina, pač pa ga pridobivajo iz hrane, natančneje iz hroščev rodu Choresine. Podobno velja tudi za druge listovke ter endemične ptice rodov Ifrita in Pitohui na Novi Gvineji.
Zaradi svoje strupenosti ima verjetno malo naravnih plenilcev: edini znani plenilec je kača vrste Liophis epinephelus, ki je razvila odpornost na različne toksine, med drugim tudi na batrahotoksine. Kljub temu kača ni popolnoma odporna proti toksinom, zato v resnici pleni le mlade osebke, ki še nimajo velike količine toksina v strupnih žlezah.